# Fiat Argenta
Fiat Argenta (type 132A00) var en stor mellemklassebil fra den italienske bilfabrikant Fiat.

## Modelhistorie
I april 1981 kom Argenta på markedet som firedørs sedan, og afløste den teknisk identiske Fiat 132.
Modellen fandtes med fire forskellige motorer:
Argenta 1600 havde en firecylindret karburatormotor med et slagvolume på 1585 cm³ og 72 kW (98 hk). Dens tophastighed lå mellem 160 og 165 km/t. Argenta 2000 havde en lignende motor på 1995 cm³ og 83 kW (113 hk). Dens tophastighed lå mellem 165 og 170 km/t. Med benzinindsprøjtning i stedet for karburator hed modellen Argenta 2000 i.e. og havde med samme slagvolume 90 kW (122 hk). Topfarten lå mellem 170 og 175 km/t. Argenta 2500 Diesel havde en firecylindret dieselmotor med et slagvolume på 2445 cm³ og 53 kW (72 hk). Dens tophastighed var 150 km/t. Alle versioner havde femtrins manuel gearkasse og baghjulstræk som standardudstyr. Benzinmotorerne kunne som ekstraudstyr fås med en tretrins automatisk gearkasse.

### Facelift
I juni 1984 blev Argenta let modificeret med bl.a. det nye Fiat-logo, og samtidig blev modelbetegnelserne ændret fra slagvolumet til motorydelsen i hk:
Argenta 1600 blev til Argenta 100 og Argenta 2000 til Argenta 110. Argenta 2000 i.e. blev til Argenta 120, mens dieselmotoren blev afløst af en turbodieselmotor, Argenta TD, med 66 kW (90 hk). Derudover kom der en ny topmodel, Argenta VX, med firecylindret motor og kompressor. Denne 2,0-litersmotor ydede 99 kW (135 hk).
I starten af 1986 indstillede Fiat produktionen af Argenta. Dens efterfølger Croma var allerede blevet introduceret i efteråret 1985.

## Svage sider
- Motorerne i Fiat Argenta er af fabrikanten ikke frigivet til brug med E10-brændstof.[1]